# アドルフ・ブラン

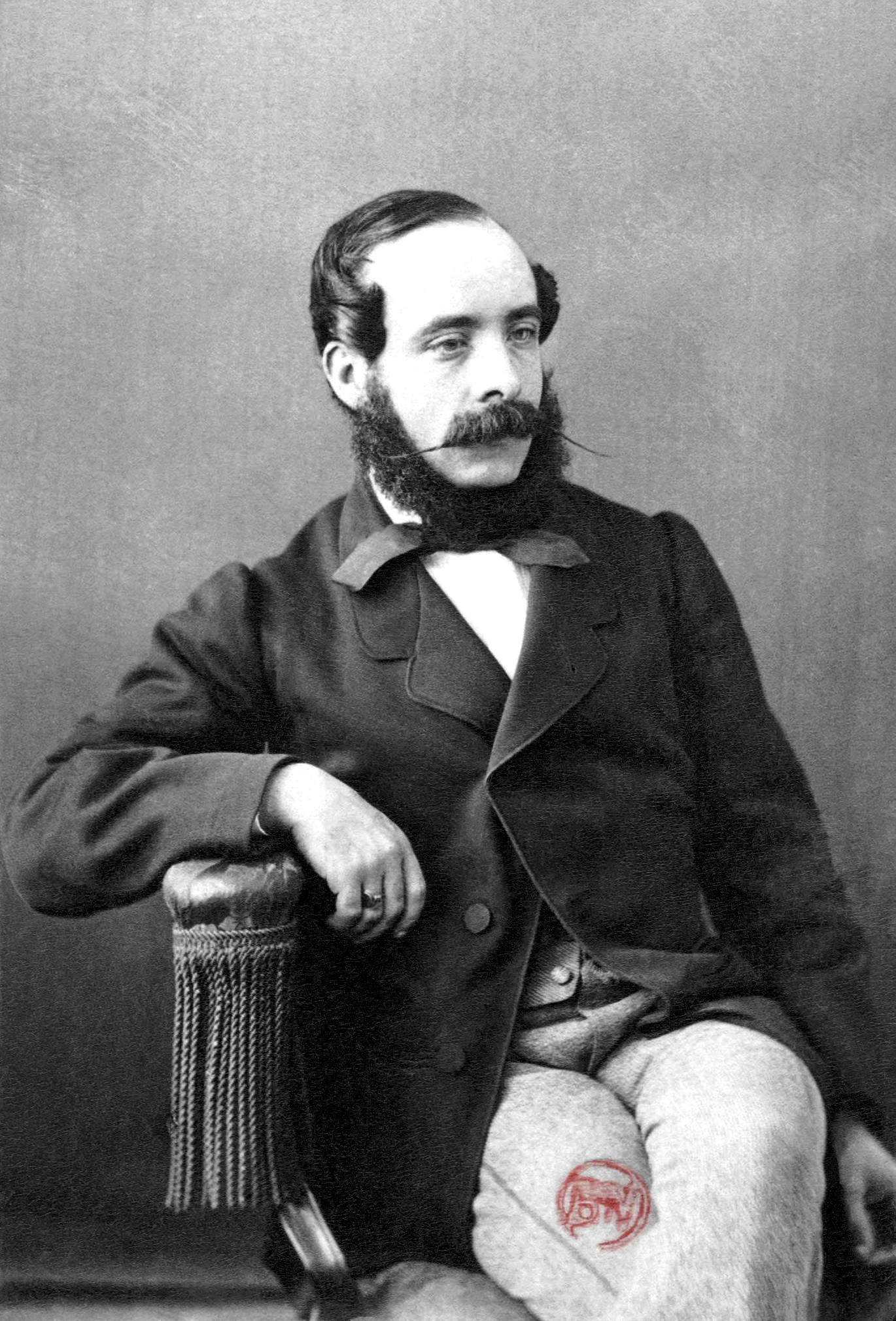
アドルフ・ブラン

アドルフ・ブランまたはブランク（Adolphe Blanc, 1828年6月24日 アルプ＝ドゥ＝オート・プロヴァンス － 1885年6月10日 パリ）はフランスの室内楽の作曲家。19世紀半ばのフランスに珍しい器楽曲の作曲家として、ジョルジュ・オンスローや同世代のテオドール・グヴィと並び立つ存在。とりわけ木管楽器のための合奏曲に聴くべきものが多い。
13歳でパリ音楽院ヴァイオリン科に入学。リュドヴィク・アレヴィに師事し、オペラ作曲家として1868年に1幕のオペレッタ《2軒の兵舎 Les Deux Billets 》によってデビューするも、その本領は、同時代のウィーン楽派の「ハウスムジーク」の流れに沿った、洗練された室内楽曲にあったため、オペラ中心の19世紀のパリ楽壇にあってブランの器楽曲は、実質的に傍流に留まらざるを得ず、ブランの名もほとんど忘れられていた。
1855年から1860年までパリ・リリック座の指揮者を務めた。
3つの弦楽四重奏曲、4つの弦楽四重奏曲、7つの弦楽五重奏曲、15のピアノ三重奏曲、ピアノ四重奏曲とピアノ五重奏曲がそれぞれ数点のほか、ヴァイオリンのための小品やいくつかの管弦楽曲、歌曲、合唱曲がある。しかしながら《木管と弦楽のための七重奏曲》作品40を除いて、有名と言いうる作品はない。以下の楽曲は音源が存在する。
- クラリネット三重奏曲（ピアノ、チェロ）作品23
- ピアノ五重奏曲（フルート、クラリネット、ホルン、ファゴット）作品37
- 七重奏曲（クラリネット、ホルン、ファゴット、ヴァイオリン、ヴィオラ、チェロ、コントラバスのための）作品40（1860年作曲）
- 2台のピアノのための協奏的ソナチネ（Sonatine concertante）作品64